# شيمون كراوزيك
شيمون كراوزيك (بالبولندية: Szymon Krawczyk)‏ هو دراج بولندي، ولد في 8 أغسطس 1998 في محافظة بولندا الكبرى في بولندا.

## وصلات خارجية
- شيمون كراوزيك على موقع الاتحاد الدولي للدراجات (الإنجليزية)
- شيمون كراوزيك على موقع أرشيف الدراجات (الإنجليزية)
- شيمون كراوزيك على موقع إحصائيات الدراجات الإحترافية (الإنجليزية)
- شيمون كراوزيك على موقع نسبة الدراجات (الإنجليزية)